# Заводской район (Саратов)
Заводско́й райо́н (до 5 ноября 1961 года Ста́линский) — административный район в южной части города Саратова в России.

## География
Район расположен в юго-восточной части Саратова. Граничит с Волжским и Кировским районами. Через территорию протекает река Волга, а также малые реки, такие как Елшанка. Здесь преобладает равнинный рельеф с участками лесопарковых зон. 
Заводской район — самый южный район Саратова по местоположению. Второй район по площади и численности населения после Ленинского (площадь — 11364 га, население — 177 231 чел. (2021), что составляет 23 % от общего населения Саратова). Это — крупный транспортный узел: в районе действует речной, железнодорожный, автомобильный виды транспорта с сортировочными и грузовыми станциями. Основными магистралями являются Новоастраханское шоссе, Проспект Энтузиастов и улица Азина.
Особенностью Заводского района является наличие 18 посёлков: Верхняя Стрелковка, Воробьёвка, Заплатиновка, Калашникова, Князевка, Комсомольский, Лесопильный, Муравлёвка, Нижняя Стрелковка, посад Деконский, Рейник, Рокотовка, Тепличный, Увек, Углёвка, Шарковка и Юриш.

## История
Первые поселения на территории Заводского района появились до основания Саратова. Одним из самых крупных поселений был Увек —золотоордынский город, находящийся на южной окраине района. 
Город дорос до территории района в начале XX века. Первой появилась в районе Солдатская слобода (Улеши), затем — посёлки при кожевенном и гвоздильном заводах (ныне заводы не работают). 
Официально Заводской район Район образован 7 сентября 1936 года как Сталинский район, а 5 ноября 1961 года переименован в Заводской.. Его название связано с промышленными предприятиями, которые начали активно строиться здесь в 1930-е годы. В годы Великой Отечественной войны район стал важным центром оборонной промышленности.

Бурно развиваться район стал в годы советской власти, когда были построены крупные заводы: авиационный (1929, первоначально производил комбайны, в 1937 году переориентирован на производство авиационной техники) нефтеперерабатывающий (1934), подшипниковый (1941), химический (1957).

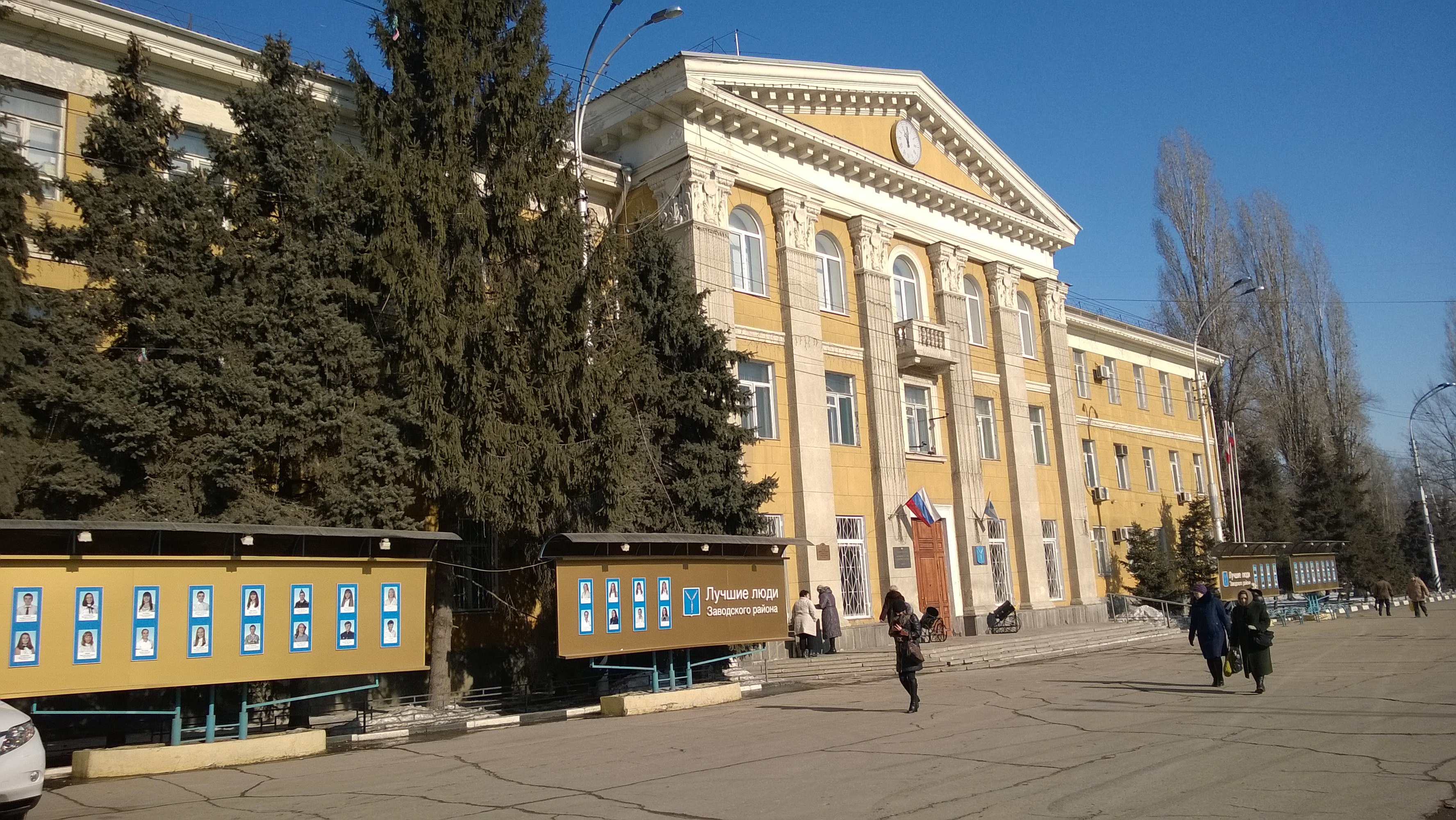
Администрация Заводского района, Саратов

Названия микрорайонов и посёлков Заводского района. Неофициальные названия — белые с красной обводкой.

В 2009—2010 годах возле администрации Заводского района отреставрирован сквер, который окружили металлической оградой. Внутри разбили клумбы, создали парк аттракционов и бесплатный малый зоопарк с фазанами, кроликами, хищными птицами и двумя страусами, а также поставили стационарный пункт полиции.
После присоединения 1 января 2021 года территорий двух сельских поселений (муниципальных образований Красный Текстильщик и Багаевское) к городскому округу Саратова, они были подчинены близлежащему к ним району города и в структуре администрации Заводского района были созданы два территориальных управления: Красный Текстильщик и Багаевское соответственно.

## Население
| 1970     | 1979     | 1989     | 2002     | 2009     | 2010     | 2012     |
| -------- | -------- | -------- | -------- | -------- | -------- | -------- |
| 179 634  | ↗201 700 | ↗208 919 | ↘198 178 | ↘189 056 | ↗189 783 | ↘189 056 |
| 2013     | 2014     | 2015     | 2016     | 2017     | 2018     | 2019     |
| ↗190 095 | ↗190 738 | ↗191 685 | ↗193 042 | ↗194 352 | ↗196 024 | ↘195 175 |
| 2020     | 2021     |          |          |          |          |          |
| ↘194 093 | ↘177 231 |          |          |          |          |          |

## Социальная сфера

### Образование
Сейчас в районе действует 25 общеобразовательных школ, включая 1 вечернюю школу, гимназию № 58 и лицей № 15. Также здесь расположены филиал СГТУ, 2 профессиональных лицея, 3 техникума и колледжа. Для дошкольников работает 35 детских садов. В районе также действует Центр дополнительного образования детей, который предоставляет детям и подросткам заниматься в кружках различной направленности.

### Здравоохранение
В районе расположено 6 больниц, в том числе Областная детская инфекционная клиническая больница имени Иванова Николая Романовича, а также областная психиатрическая; 7 поликлиник, в том числе 1 детская и 1 стоматологическая, 1 противотуберкулезный диспансер, 1 родильный дом № 2 и 1 травмпункт.

### Культура
В районе построены 2 кинотеатра, 3 дворца культуры, 10 библиотек, 3 музыкальные школы и 5 православных храмов. Также функционируют: Дворец культуры «Россия» (регулярно проводит концерты и фестивали), Центральная библиотека № 13 с краеведческим отделом и Музей трудовой славы Саратовского авиазавода.

### Спорт
Для жителей района создано 85 физкультурно-оздоровительных и спортивных сооружений, в том числе: 30 спортивных залов,
50 спортплощадок, 2 плавательных бассейна и 3 стадиона: «Волга» (используется для футбола и легкоатлетических соревнований), стадион «Заря»  и «Торпедо», а также спорткомплекс «Звезда» с бассейном и тренажерными залами.
Кроме этого в Заводском районе есть детско-юношеские школы олимпийского резерва (ДЮСШ №8)

## Экология
Заводской район, являясь промышленным районом, считается не слишком благополучным в плане экологии. Тем не менее в районе есть 9 родников, в том числе 2 благоустроенных.
Заводской район, будучи исторически промышленной зоной, сталкивается с рядом экологических вызовов, но при этом в нём сохраняются значительные природные территории.
Основные источники загрязнения — промышленные предприятия (например, Саратовский авиационный завод, ТЭЦ-5) и автомобильный транспорт. В районе много несанкционированных свалок (особенно в промзонах). Хотя в районе работают мусоросортировочные комплексы, но проблема сохраняется. В 2023 году был запущен пилотный проект по раздельному сбору мусора в микрорайоне «Юбилейный». По данным Приволжского УГМС, в районе есть локальное превышение ПДК по диоксиду азота и взвешенным частицам вблизи промзон. По данным Росприроднадзора, уровень выбросов в районе остается стабильным, но требует постоянного контроля.
Загрязнению подвержены и водные ресурсы, такие как  река Волга. Участок в районе подвержен влиянию промышленных стоков. Качество воды контролируется в рамках федеральной программы «Оздоровление Волги». Загрязняется также река Елшанка, протекающая через район. Она страдает от замусоривания и несанкционированных сбросов отходов от предприятий. В 2022 году администрация начала расчистку русла.
В Заводском районе частично расположен лесопарк Кумысная поляна. Он является ключевой рекреационной зоной. В нём действует режим особой охраны.  Кроме лесопарка по району разбросано множество скверов и парков.
В районе действует много экоактивистов и экологических инициатив. По программе «Чистый воздух» (в рамках нацпроекта «Экология») была начата модернизация фильтров на ТЭЦ-5, проводятся субботники в парках, проекты по сохранению реки Елшанки (организатор — движение «Зелёный бык»).